# Santa Maria e São Miguel
Santa Maria e São Miguel ist eine ehemalige Gemeinde (Freguesia) im portugiesischen Kreis (Concelho) von Sintra. Die Gemeinde hatte 9342 Einwohner (Stand 30. Juni 2011). Sie stellt einen Teil des Stadtgebiets von Sintra dar.
Im Zuge der Gebietsreform vom 29. September 2013 wurden die Innenstadtgemeinden Sintra (Santa Maria e São Miguel), Sintra (São Martinho) und Sintra (São Pedro de Penaferrim) zur neuen Gemeinde União das Freguesias de Sintra (Santa Maria e São Miguel, São Martinho e São Pedro de Penaferrim) zusammengeschlossen. Sintra (Santa Maria e São Miguel) ist Sitz dieser neu gebildeten Gemeinde.